# Vapor Pampero
El vapor Pampero fue un buque de guerra que sirvió en la escuadra de la Confederación Argentina en su lucha contra el Estado de Buenos Aires y en la Armada Argentina durante la Guerra del Paraguay.

## Historia
En abril de 1859, iniciada la Guerra entre la Confederación Argentina y el Estado de Buenos Aires, el gobierno porteño destacó una división a Montevideo para vigilar los preparativos navales y de adquisición de pertrechos que efectuaba en ese puerto la Confederación, tratar de impedir su partida y reclamar al gobierno uruguayo atenerse a una neutralidad estricta pretendiendo equiparar el movimiento secesionista a un conflicto entre dos naciones.
Uno de los objetivos de esa vigilancia encubierta lo constituía el vapor paquete británico Pampero. Vapor mixto a hélice aparejado a pailebote de dos palos, tenía casco de hierro remachado, 26 metros de eslora, 5.5 de manga, 4 de puntal, un calado de 1.8 m y un desplazamiento de 167 t. Lo impulsaba una Máquina de vapor oscilante de 36 HP con una caldera tipo locomotora. Transportaba 25 t de carbón que le aseguraban una autonomía de 680 millas.
Efectivamente el Pampero había sido adquirido por el gobierno nacional y tras cargar pertrechos a bordo, armado con 2 colizas de bronce de a 24 y de 2 a 4 cañones de campaña y con una tripulación militar de 35 hombres al mando de Santiago Maurice, al amanecer del 13 de octubre de 1859 se unió a la división que finalmente abandonó las aguas de Montevideo poniendo rumbo al Paraná para unirse a la escuadra de la Confederación conducida por Mariano Cordero.
La escuadra nacional estaba compuesta de los vapores Salto, insignia, al mando directo de Santiago Baudrix (2 de a 32 y 2 de a 12), Hércules (Bartolomé Leónidas Cordero, 5 cañones de avancarga de a 32), Pampero (Santiago Maurice, 11 cañones) y Menay (Julio Fonrouge), la barca Concepción (Augusto Liliedal) y la goleta Argos (Dionisio Invierno), estos dos últimos remolcados por los vapores.

### Combate de Martín García (1859)
El primer obstáculo a vencer, y el más grave, lo presentaba la isla Martín García, ocupada por tropas porteñas al mando del coronel Martín Arenas secundado por el sargento mayor José Jauregui y defendida por cuatro baterías de moderna artillería, nombradas Arena, Lavalle, Constitución y Buenos Aires con un total de 17 bocas de fuego. Al otro lado del canal se desplegaban los buques porteños, los patachos San Nicolás (Mariano Clavelli, 1 cañón de a 12) y Yeruá (ex Rápido) (José María Manzano, 5 cañones) y el recuperado pontón Castelli (Plácido Goldriz, 14 cañones).
El 14 de octubre de 1859 la flota de la Confederación inició las operaciones para forzar el paso que conducirían al Combate de Martín García (1859). Mientras el Salto con la Concepción a remolque y el Hércules enfrentaban las baterías, los restantes buques se dirigieron contra las naves enemigas.
El Pampero espoloneó de popa al Yeruá abriéndole un rumbo y estuvo a punto de abordarlo pero el intenso fuego enemigo, especialmente el recibido del pontón Castelli, lo forzó a separarse con gran número de bajas, entre ellas su comandante Maurice que perdió la vida mientras encabezaba el ataque ya en cubierta de la nave enemiga.
Finalmente, tras cerca de dos horas de intensa lucha, la escuadra nacional consiguió forzar el paso de la isla Martín García y continuar su rumbo a Rosario, adonde arribo sin novedad. El gobierno de la Confederación en homenaje a su comandante, dispuso el 19 de octubre cambiar el nombre del buque por el de Coronel Maurice.

### Coronel Maurice (1860-1861)
El 25 de octubre de 1859 integró la escuadra de la Confederación comandada por Luis Cabassa durante la Acción naval de San Nicolás de los Arroyos (1859).
Al mando sucesivo del capitán José María Montadón y del teniente coronel Nicolás Jorge (accidental), consiguió huir del ataque de las fuerzas porteñas en la acción de la laguna de Montiel y pasó a reparaciones en Paraná. 
El 2 de julio de 1860 fue vendido a Mariano Cabal en la suma de m$n 40000 pero incluyendo una cláusula de retroventa que permitía su reintegro a la Armada a requerimiento del gobierno y la obligación de conducir en viaje de ida y vuelta de Paraná a Buenos Aires siempre que fuera necesario al presidente de la Nación por un valor reducido (de $5000) a descontar del precio.
A principios de 1861 el gobierno hizo valer dicha cláusula y reintegró el buque a la escuadra nacional donde sirvió bajo el mando de Bartolomé Cordero hasta el fin de la guerra.

### Últimos años (1862-1865)
Tras la batalla de Pavón al reunificarse las escuadras el 16 de septiembre de 1861 el vapor retomó el nombre original Pampero y pasó al Riachuelo sin comando militar para efectuar reparaciones generales.
Un decreto del 18 de abril de 1862 dispuso su venta en pública subasta, pero su ejecución fue suspendida en agosto de 1862 cuando por pedido del cónsul argentino en Fray Bentos y al mando del teniente Esteban Peraldi desembarcó 25 hombres armados para proteger los intereses argentinos ante los conflictos civiles del vecino país. Al no encontrarse interesados, en enero de 1863 se arrendó para cabotaje fuvial pero manteniendo comando y tripulación militar (capitán Pedro J.Carreras). 
Durante 1864 permaneció estacionario frente a Paysandú, Concepción del Uruguay y Martín García con la misión de asegurar la neutralidad argentina en los sucesos desencadenados en Uruguay por la Invasión Brasileña de 1864. Al estallar la guerra de la Triple Alianza, el Pampero, armado con 13 cañones de avancarga y al mando del sargento mayor José María Manzano, fue afectado al transporte de tropas a la zona de operaciones.
En esos momentos la marina argentina era prácticamente inexistente: los vapores utilizados en las guerras civiles se encontraban en reparaciones, en desarmame o arrendados. Solo permanecían en operaciones el Pampero y el Argos, de relativo valor militar, y el Guardia Nacional, el único con alguna capacidad de combate. El gobierno debió contratar numerosos buques de cabotaje mercante y utilizar dos pequeños vapores construidos en el Riachuelo para la navegación del río Negro, el Choele Choel y el Feliz Colón, que sería rebautizado Itapirú.
En mayo, el Pampero transportó al escuadrón de Artillería Montada al mando del sargento mayor Joaquín Viejobueno y luego al Batallón N°1 de línea al mando del coronel Manuel Roseti.
Durante la reconquista de la ciudad de Corrientes por las tropas de Wenceslao Paunero, proporcionó apoyo de artillería, incorporándose luego a la División Naval Brasileña del Alto Paraná como transporte.
Regresó a Buenos Aires a fines de 1865 donde se lo proveyó del telégrafo óptico de su antiguo oponente, el pontón Castelli con la intención de convertirlo en pontón estacionario en Balizas Exteriores.